# Anuschteginiden
Die Anuschteginiden (DMG Ḫārazmšāhīān Persisch: خوارزمشاهیان), meist nur Choresm-Schahs genannt (nach dem ersten Titel, den die Vertreter dieser Dynastie führten), waren eine muslimische Dynastie türkischer Herkunft, die Anfang des 13. Jahrhunderts sowohl Choresmien und dessen Umgebung als auch ganz Iran, Transoxanien und das heutige Afghanistan beherrschte.
Sie führte als 4. Dynastie den alten Titel „Choresm-Schah“ und residierte, wie schon die Mamuniden, in Gurgandsch. Oft sind die Anuschteginiden gemeint, wenn von den „(großen) Choresm-Schahs“ die Rede ist.

## Aufstieg bis zum Tode Tekischs
Begründet wurde die Dynastie der Anuschteginiden von Anusch-Tegin, einem aus dem gebirgigen Nordwesten des heutigen Afghanistans stammenden, türkischen Militärsklaven (Ġulām oder Mamlūk), welcher um 1077 von dem Seldschukensultan Malik-Schah I. (Malik-Šāh) zum (wohl nur nominellen) Präfekten (šiḥna) von Choresmien ernannt wurde, nachdem er zuvor schon das hohe Amt des „Bewahrers der (königlichen) Waschschüssel“ (ṭašt-dār) bekleidet hatte.
Den traditionellen Titel eines Choresm-Schahs führte allerdings erst Anusch-Tegins Nachfolger im Amt des seldschukischen Statthalters von Choresm, der türkische Militärsklave Ekintschi ibn Qotschqar, bevor sich schließlich Anusch-Tegins Sohn Qutb ad-Din Muhammad als neuer Choresm-Schah durchsetzen konnte. Während seiner rund 30-jährigen Regierung schaffte es Qutb ad-Din Muhammad als stets treuer Vasall der Seldschuken, seine Macht so weit zu festigen, dass sein Sohn Ala ad-Din Atsiz 1127 (oder 1128) ohne Probleme Amt und Titel des Vaters erben konnte.
Ab ungefähr 1138 lehnte sich Ala ad-Din Atsiz immer wieder offen gegen die Seldschuken auf. Zwar scheiterten letztlich alle drei seiner Versuche, die Oberherrschaft des letzten großen Seldschukensultans Sandschar abzuschütteln, doch gelang es ihm im Rahmen einer konsequent vorangetriebenen Expansionspolitik, das Ustjurt-Plateau mit der Halbinsel Mangyschlak sowie die Region am Unterlauf des Syrdarjas mit der wichtigen Stadt Dschand zu erobern und so die Macht der Choresm-Schahs bis zu seinem Tod am 30. Juli 1156 kontinuierlich auszubauen.

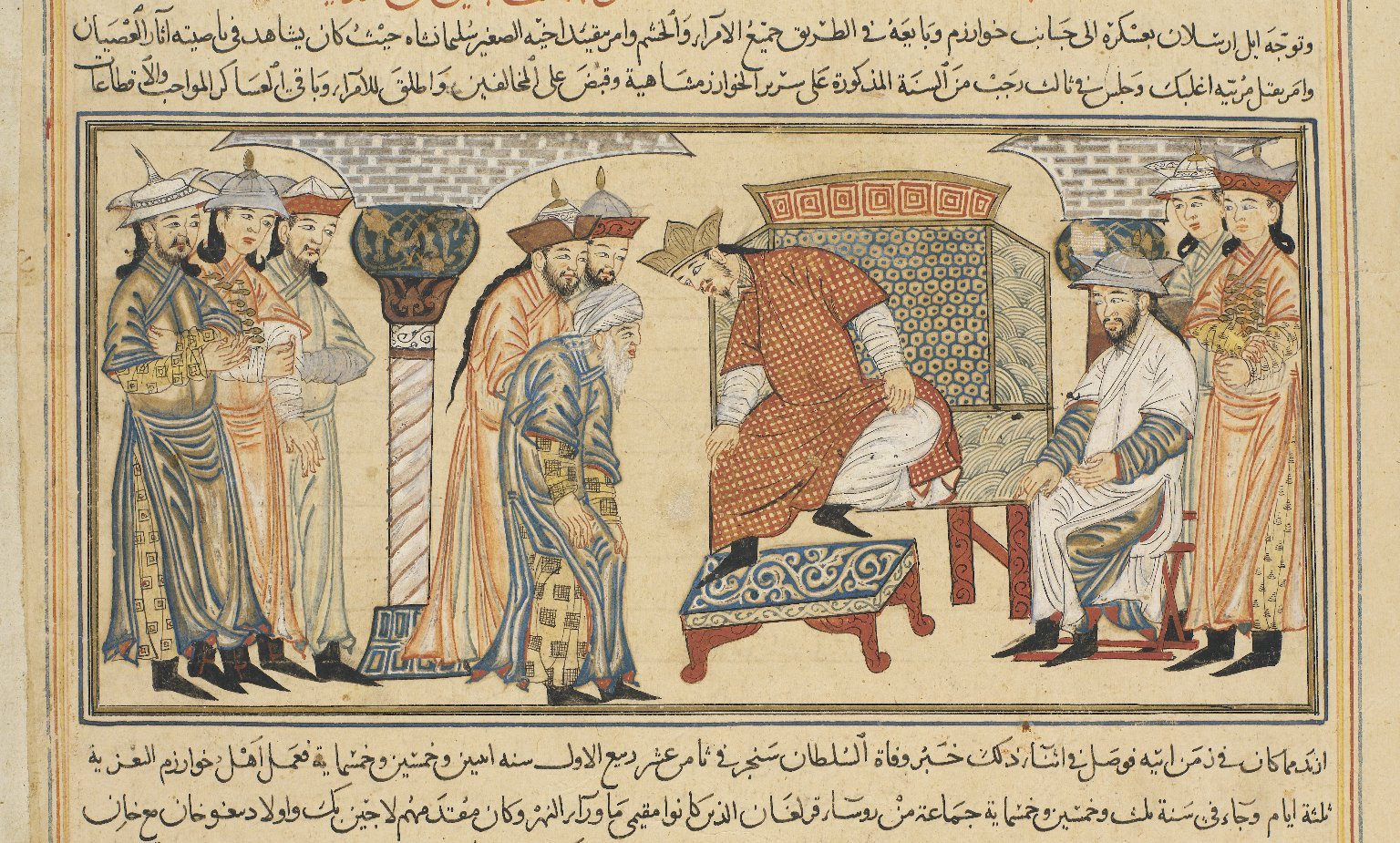
Il-Arslan wird zum Herrscher gekrönt. Abbildung aus dem Dschami' at-tawarich des Raschīd ad-Dīn.

Atsiz’ Sohn und Nachfolger Il-Arslan konnte dann nach dem Tod Sultan Sandschars im Jahr 1157 unabhängig von den im Niedergang begriffenen Seldschuken regieren, musste aber – wie zuletzt schon sein Vater – die Oberhoheit der aus China vertriebenen und anschließend nach Westen gezogenen Qara-Chitai anerkennen, nachdem diese Sandschar in der Schlacht von Qatwan (Qaṭwān; September 1141) eine schwere Niederlage zugefügt und somit fast ganz Turkestan einschließlich Choresm unterworfen hatten. Die bis 1210 bestehende Oberhoheit des „ungläubigen“ Gür-Chans (Gür-Ḫān) war jedoch relativ locker und beschränkte sich auf jährliche Tributzahlungen, sodass Il-Arslan trotz seines Vasallenstatus zu einem der mächtigsten Herrscher des islamischen Ostens aufstieg (er nannte sich nun Sultan) und sowohl im qarachanidisch beherrschten Transoxanien als auch im nördlichen Chorasan intervenieren konnte.
Il-Arslans ältester Sohn Ala ad-Dunya wa-’d-Din Abu ’l-Muzaffar Tekisch vermochte sich 1172 zwar nur mit Hilfe der mächtigen Qara-Chitai gegen seinen Bruder Dschalal ad-Dunya wa-’d-Din Sultan-Schah Abu ’l-Qasim Mahmud (Ǧalāl ad-Dunyā wa-ʼd-Dīn Sulṭān-Šāh Abū ʼl-Qāsim Maḥmūd) als neuer Choresm-Schah durchsetzen, doch hinderte ihn dies nicht daran, wenig später (wie schon sein Vater 1172) einen Versuch zu unternehmen, sich der Oberhoheit des Gür-Chans zu entledigen, woraufhin die Qara-Chitai zeitweilig den Thronanspruch von Tekischs Bruder Sultan-Schah unterstützten, welchem es nach seiner Flucht aus Choresm gelungen war, einen Teil Chorasans in seine Gewalt zu bringen. Nach mehreren Kämpfen konnte Tekisch jedoch 1187 zunächst Nischapur (Nīšāpūr) erobern und nach dem Tod Sultan-Schahs 1193 dessen gesamtes chorasanisches Territorium, v. a. die Städte Merw, Sarachs (Saraḫs) und Tus (Ṭūs), übernehmen, wodurch die Besitzungen der Anuschteginiden wieder vereint waren.

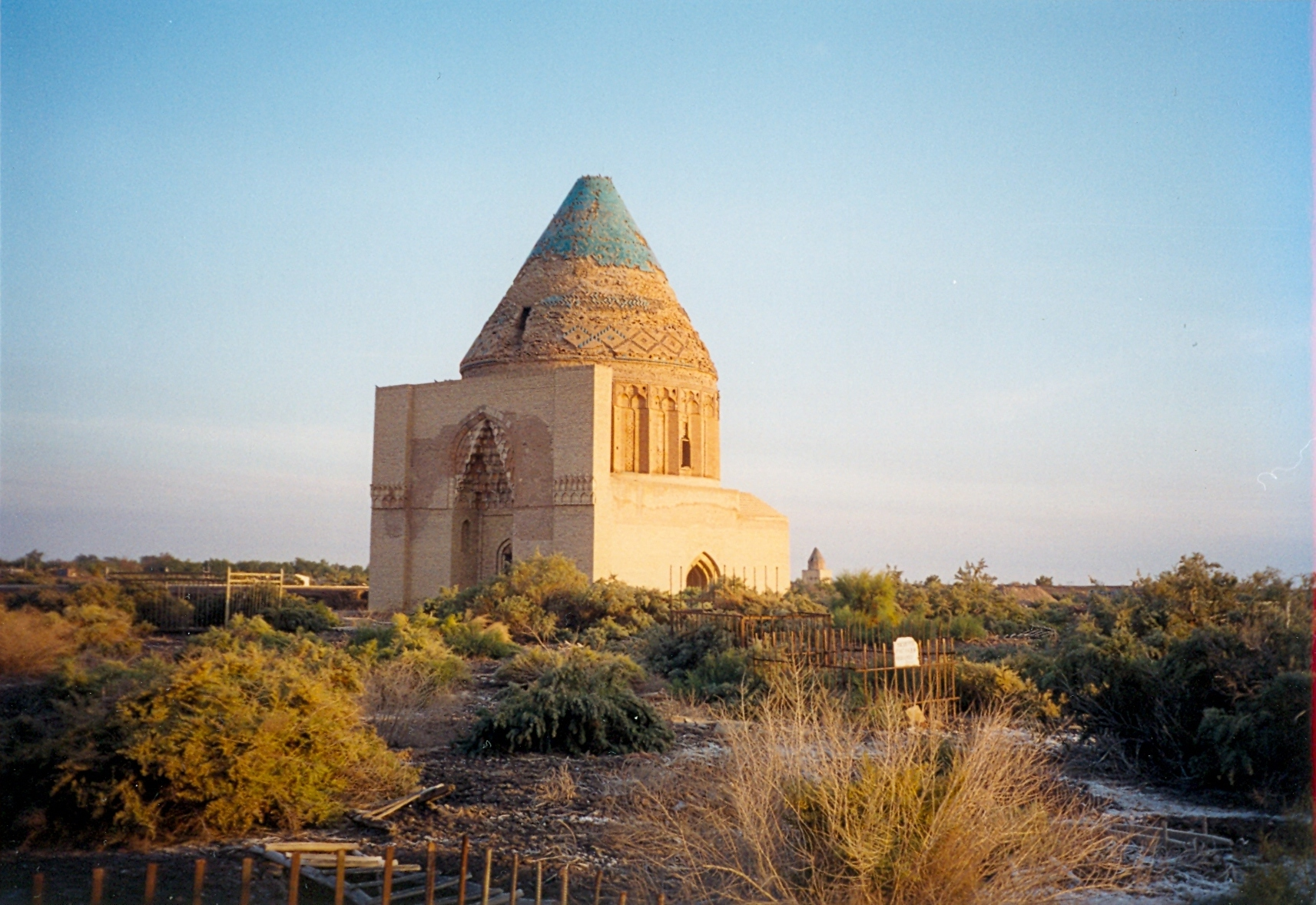
Sultan Tekischs Mausoleum in Köneürgenç

Neben einigen Strafexpeditionen gegen aufsässige Qiptschaqenfürsten im heutigen Kasachstan unternahm der Choresm-Schah ab 1192 außerdem wiederholt Feldzüge nach Westiran, wo er 1194 Toghril III. (Toġrïl), den letzten Sultan aus der (irakischen) Linie der Großseldschuken besiegte und tötete, ganz Dschibal (Ǧibāl), mit Rayy und Hamadan (Hamadān) eroberte und daraufhin mit dem zu dieser Zeit wiedererstarkenden Abbasidenkalifen (ʿAbbāsiden) – seit 1180 an-Nasir li-Dini ’llah (an-Nāṣir li-Dīni ʼllāh) – in Konflikt geriet. Selbst zu schwach, um gegen den mächtigen Anuschteginidensultan und dessen Herrschaftsansprüche vorgehen zu können, verbündete sich der machthungrige Kalif mit den im heutigen Afghanistan, Pakistan und Nordindien herrschenden Ghuriden (Ġūriden), welche sich zu den gefährlichsten Rivalen der Choresm-Schahs um die Vorherrschaft im Osten der islamischen Welt entwickelt hatten, und stachelte diese wiederholt dazu an, gegen Tekisch zu Felde zu ziehen. Trotz erster militärischer Erfolge, welche der Ghuridensultan Ghiyath ad-Din Muhammad (Ġiyāṯ ad-Dīn Muḥammad) im 1198 beginnenden Krieg gegen die Choresm-Schahs und deren Oberherrn, die Qara-Chitai, verzeichnen konnte, sah sich an-Nasir 1199 jedoch vorerst gezwungen, Tekisch, den Begründer des choresmischen Großreiches, als Sultan des persischen Iraks, Chorasans und Turkistans anzuerkennen.

## Imperiale Expansion unter Muhammad II.

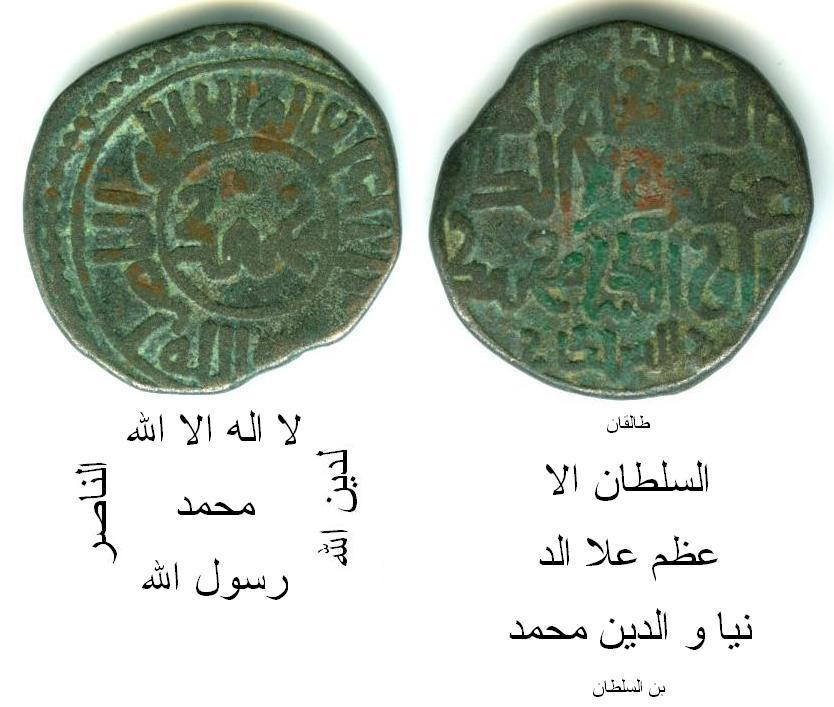
Eine in Taloqan unter der Herrschaft Ala ad-Din Muhammads geprägte Münze

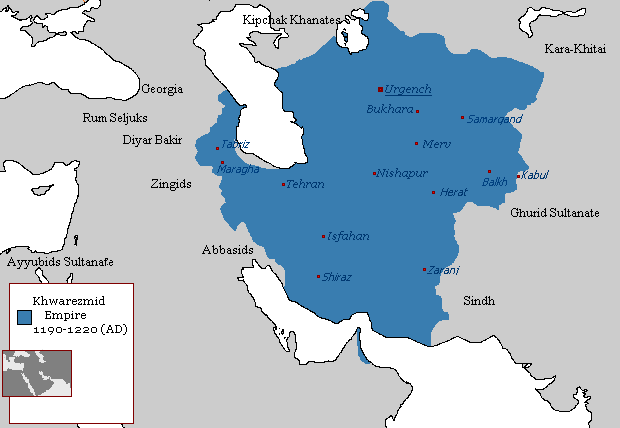
Das Anuschteginidenreich zu Beginn des 13. Jahrhunderts

Als Tekisch im Jahre 1200 verstarb und sein Sohn Ala ad-Dunya wa-’d-Din Abu ’l-Fath Muhammad (ʿAlāʾ ad-Dunyā wa-ʼd-Dīn Abū ’l-Fatḥ Muḥammad) den Thron der Choresm-Schahs bestieg, ging die Herrschaft über Westiran in einer blutigen Volkserhebung wieder verloren und auch Chorasan fiel vorübergehend an die von an-Nasir zu einem militärischen Vorgehen gedrängten Ghuriden. Zwar schaffte es Muhammad II., Chorasan bis 1203 zurückzuerobern, doch stieß der Ghuridensultan Muizz ad-Din Muhammad (Muʿizz ad-Dīn Muḥammad) 1204 sogar bis nach Gurgandsch vor, ehe er mit Hilfe der Qara-Chitai und Qarachaniden geschlagen werden konnte. Da Muizz ad-Din Muhammad, der letzte ebenbürtige Gegner der Anuschteginiden im Osten der islamischen Welt, 1206 ermordet wurde und seine schwachen Nachfolger nicht im Stande waren, ihr Reich zusammenzuhalten, gelang es Muhammad II. schließlich, bis 1215 alle nichtindischen Gebiete des zerfallenen Ghuridenreiches – im Wesentlichen das heutige Afghanistan mit den wichtigen Städten Balch (Balḫ), Tirmidh (Tirmiḏ), Herat (Herāt) und Ghazna (Ġazna) – zu erobern und auch die letzten Linien der Ghuriden in Firuzkuh (Fīrūzkūh) und Bamiyan (Bāmiyān) zu stürzen. Zudem mussten die nasridischen Herrscher von Sistan (Naṣriden von Sīstān) die Oberhoheit der Anuschteginiden anerkennen.
Dabei waren die Ghuriden bereits 1206 so geschwächt, dass der Choresm-Schah – als nunmehr mächtigster Herrscher des islamischen Ostens – dazu übergehen konnte, sich gemeinsam mit Uthman Chan (ʿUṯmān Ḫān), dem qarachanidischen Herrscher von Samarkand (Samarqand), gegen die Oberhoheit der „ungläubigen“ Qara-Chitai zu erheben. In der Schlacht bei Taras (Tarās; wohl 1210) konnten die muslimischen Verbündeten – begünstigt durch die gleichzeitige Rebellion der Vasallen des Gür-Chans in Ostturkistan und die Machtergreifung des Naimanenprinzen Kütchlüg (Küčlüg) – schließlich ein Heer der Qara-Chitai besiegen, was dem Ansehen und Ruhm des seitdem auch formal völlig souveränen Choresm-Schahs ausgesprochen zuträglich war und zur Folge hatte, dass sich fortan fast ganz Transoxanien unter der Oberherrschaft der Anuschteginiden befand (Buchara war bereits von Tekisch erobert worden). Muhammad II. scheint jedoch nicht wirklich in der Lage gewesen zu sein, die Muslime der Region gegen Kütschlüg, welcher 1211 die Macht im Reich der Qara-Chitai übernahm und somit zum neuen Hauptrivalen des Choresm-Schahs wurde, zu verteidigen. Überhaupt schien die Oberhoheit der sunnitischen Anuschteginiden keineswegs günstiger zu sein als die des nichtmuslimischen Gür-Chans, weshalb die Qarachaniden recht bald gegen Muhammad II. rebellierten und sich erneut den Qara-Chitai unterstellten. Als 1212 in Samarkand ein blutiger Aufstand gegen die Choresmier ausbrach, nahm Muhammad II. die Stadt ein und ließ seinen ehemaligen Verbündeten Uthman Chan – so wie fast alle Qarachaniden – hinrichten.
Sultan Muhammads Siege über die Ghuriden, Qara-Chitai, Qiptschaqen und Qarachaniden erlaubten es ihm, nach Zentral- und Westiran vorzustoßen: 1205/6 konnte die über Mazandaran (Māzandarān) herrschende Regionaldynastie der Bawandiden (Bāvandiden) erst unterworfen und 1210 komplett beseitigt werden; wenig später wurden dem Anuschteginidenreich außerdem Kirman (Kirmān), Makran und Hormuz einverleibt, sodass die Oberhoheit des Choresm-Schahs sogar in einigen Küstengebieten Omans anerkannt wurde, da diese dem Herrscher von Hormuz unterstellt waren. 1217 eroberte Muhammad II. den gesamten persischen Irak zurück, wobei auch die Atabegs von Fars, die Salghuriden (Salġuriden), und die Atabegs von Aserbaidschan, die Eldigüziden, unterworfen wurden. Der seit Tekischs Regierung bestehende machtpolitische Interessenkonflikt zwischen den nach Westen vorstoßenden Anuschteginiden und dem Kalifen an-Nasir war mittlerweile zu einem umfassenden Rechtsstreit ausgewachsen und der intrigante Kalif ließ keine Gelegenheit ungenutzt, seinen Gegner zu provozieren.
Muhammad II., auf dem Höhepunkt seiner Macht, versuchte noch im Herbst 1217, Bagdad zu erobern, um der Herrschaft seines – von ihm zu Gunsten eines schiitischen Gegenkalifen bereits für abgesetzt erklärten – Erzfeindes an-Nasir ein Ende zu bereiten. Der Abbaside entsandte damals den bekannten Sufi-Scheich Umar as-Suhrawardi, welcher vergeblich versuchte, den Choresm-Schah von seinem Unternehmen abzubringen. Der Großteil von Muhammads Armee wurde aber bei dem Versuch, das Zagrosgebirge zu überqueren, in einem heftigen Schneesturm vernichtet. Da es zu dieser Zeit auch zu ersten Kontakten mit den Mongolen kam, sah sich der Choresm-Schah schließlich gezwungen, sein Vorhaben im Irak aufzugeben und über Chorasan nach Transoxanien zurückzukehren.

## Eroberung des Reiches durch die Mongolen

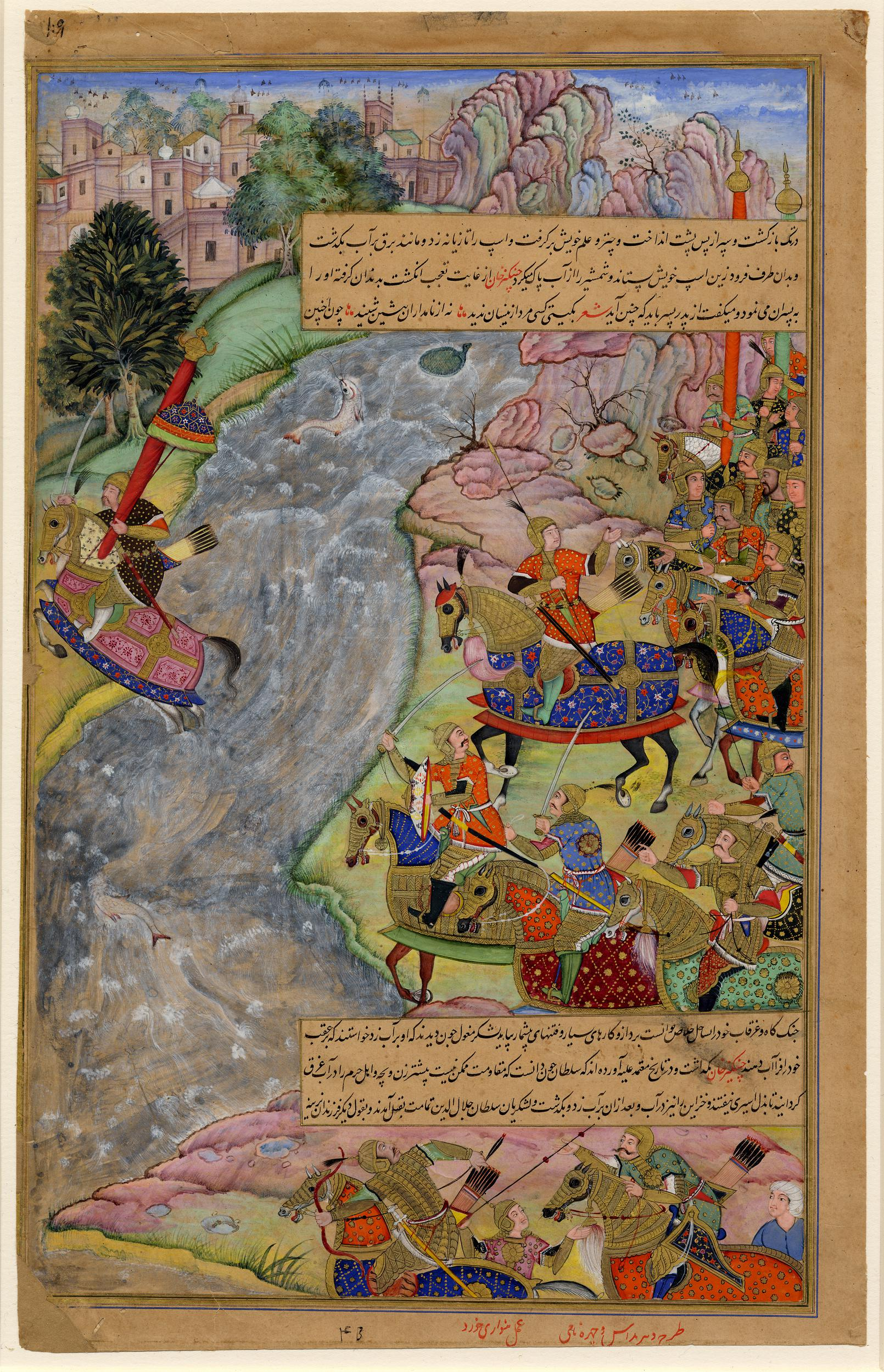
Dschalal ad-Din (links) flieht vor der Armee Dschingis Khans über den Indus (Miniatur vom Ende des 16. Jahrhunderts).

Die Blütezeit des Reichs war nur kurz. Provoziert durch den Überfall auf eine Handelskarawane in Utrar (Uṭrār; 1218), eroberten die von Dschingis-Chan geeinten Mongolen ab 1219 auch das westliche Mittelasien, wobei blühende Metropolen wie Samarkand, Buchara, Merw und Nischapur zerstört und sehr viele Menschen grausam ermordet wurden. Auch die choresmische Hauptstadt wurde dem Erdboden gleichgemacht und Muhammad II. – unfähig, sein riesiges Reich gegen die Invasoren aus dem Osten effektiv zu verteidigen – blieb nichts anderes übrig, als sich auf eine kleine Insel im Kaspischen Meer zu flüchten, wo er im Winter 1220/1221 verstarb. Sein berühmter Sohn Dschalal ad-Din setzte zwar nach einem dreijährigen Aufenthalt in Indien von Aserbaidschan aus den Widerstand gegen die immer weiter nach Westen vorrückenden Mongolen fort, wurde aber im August 1230 zunächst von den verbündeten Rum-Seldschuken und Aiyubiden in der Schlacht von Yasi-Tschemen (Yasï-Čemen bei Erzincan) besiegt und dann ein Jahr später auf der Flucht vor den Mongolen von kurdischen Räubern nahe Maiyafariqin (Maiyāfāriqīn) ermordet, womit die Dynastie der Anuschteginiden und die Herrschaft der Choresm-Schahs ein Ende fand.
Der schnelle Aufstieg der Choresm-Schahs zur Großmacht erfolgte vor allem durch das Bündnis der Dynastie mit der Stammesaristokratie der Qiptschaqen-Konföderation, aus der sich die Anuschteginiden auch stets ihre Hauptgemahlinnen wählten. Die Kriegs- und Raubzüge der nomadischen Türken hatten aber zum Teil verheerende Folgen für die Landwirtschaft in Mittelasien und Iran. Neben den kriegsbedingten Zerstörungen wurde viel Ackerland in Weideland für die Herden der Qiptschaqen umgewandelt.